# Split the Atom
Split the Atom är den nederländska musikgruppen Noisias första album. Albumet spelades in mellan 2008 och 2010.
Låtarna består mest av drum and bass, breakbeat och många låtar är ungefär en minut långa med djup, mörk, mystisk house.

## Låtlista
| Låtnummer | Namn                               | Tid  |
| --------- | ---------------------------------- | ---- |
| 1.        | Machine Gun                        | 4:05 |
| 2.        | My World (feat. Giovanca)          | 4:53 |
| 3.        | Shitbox                            | 0:58 |
| 4.        | Split The Atom                     | 5:42 |
| 5.        | Thursday                           | 3:45 |
| 6.        | Leakage                            | 1:33 |
| 7.        | Hand Gestures (feat. Joe Seven)    | 3:11 |
| 8.        | Headknot                           | 1:32 |
| 9.        | Red Heat                           | 3:28 |
| 10.       | Shellshock (feat. Foreign Beggars) | 3:47 |
| 11.       | Whiskers                           | 1:10 |
| 12.       | Alpha Centauri                     | 4:00 |
| 13.       | Soul Purge (feat. Foreign Beggars) | 3:00 |
| 14.       | Diploducus                         | 3:01 |
| 15.       | Paper Doll                         | 1:06 |
| 16.       | Dystopia                           | 0:58 |
| 17.       | Sunhammer (feat. Amon Tobin)       | 3:48 |
| 18.       | Stigma                             | 3:25 |
| 19.       | Square Feet                        | 3:28 |

## EP-Versioner
Skivan är också delad i två olika EP:s: Vision EP och Division EP. Vision har drum and bass-spår medan Division har breakbeat- och house-spår.

### Division EP
1. "Split the Atom" - 5:41
2. "Alpha Centauri" (Extended Version) - 6:03
3. "Machine Gun" (Extended Version) - 5:20
4. "Red Heat" (Extended Version) - 6:15

### Vision EP
1. "Shellshock" - 3:47 (feat. Foreign Beggars)
2. "Sunhammer" - 3:48 (feat. Amon Tobin)
3. "Thursday" - 3:45
4. "Hand Gestures" - 3:11 (feat. Joe Seven)

## Singlar
Singlarna i albumet är:
- Stigma - 2009
- Machine Gun - 2010
- Split the Atom - 2010
- Alpha Centauri - 2010